# Палман
Палман Брахт (на сръбски: Палман, на латински: Palmanus; 1290 – 1363) е немски благородник (доминус), рицар, наемник и командир на Алеманската гарда в сръбската царска армия на един от най-прочутите европейски владетели на своето време, Стефан Душан (1331 – 1355).

## Живот

### Произход и младини
Палман е роден около 1290 година в Щирия (днешна Австрия) в благородническо католическо семейство. На 16 години става оръженосец на Хайнрих III фон Горица до 1310 година, когато баща му умира и той се завръща в Щирия, като наследява цялото семейно имущество. Тогава постъпва на служба при Хабсбургите. Палман получава титлата рицар от хабсбургски граф след сватбата с дъщеря му. На 27 години оперира заешката си устна във Венеция, за да спечели любовта на момичето. За съжаление, това не помага. С разбито сърце, той участва в рицарски турнири из цялата Свещена Римска Империя, като губи пръст на ръката си в един от тях. След завръщането си, Палман отново разбира, че любовта му е несподелена и тръгва към светите земи.
Палман и антуражът му прекосяват Зета, крайморска провинция на Сръбското царство, управлявано от младия Стефан Урош IV Душан. Там той решава да се присъедини към царските войски като наемник.

### Служба на Сръбското царство
Палман става „капитан на Алеманската гарда“, дивизия от 300 германски наемници, същояща се от самия рицар и антуража му, под директното командване на Стефан Душан. До януари или февруари 1331, Стефан Душан е в лоши отношения с баща си, Стефан Урош III, може би заради манипулации на сръбски благородници. Според съвременни източници, лоши съветници настройват Стефан Урош III срещу сина му и той решава да изключи Стефан Душан от наследниците си. Стефан Урош III изпраща армия в Зета срещу сина си. Тя опустошава Шкодра, но Стефан Душан вече е пресякъл река Бояна. Кратък период на анархия настава в части от Сърбия, докато баща и син не подписват мир през Април 1331. Три месеца по-късно, Стефан Урош III нарежда на Стефан Душан да пристигне в двореца му за среща. Страхувайки се за живота си, Стефан Душан е убеден от съветниците си да откаже. Заедно с армията си, включително наемниците на Палман, Стефан Душан прави поход от Шкодра и обсажда баща си при Неродимле. Стефан Урош III успява да избяга, а Стефан Душан завзема семейната хазна. След това преследва и залавя баща си при Петрич. На 21 август 1331, Стефан Урош III се предава и е затворен в тъмница. Стефан Душан е коронован като „Цар на всички сърби и крайморски земи“ в първата седмица на септември. Палман също е повишен в чин.
Палман потушава въстанията в Зета, при Богойе, както и в сръбските владения в днешна северна Албания, където изпраща племенника си Георг с група наемници.
През около 1336 е решено Стефан Душан да се разведе с първата си жена, Елена Българска, тъй като тя все още не му е родила наследник. По същото време започват разговори с австрийския граф Ото V за ръката на племенницата му Елизабет, дъщеря на германския крал Фридрих Красивия. Австрийски пратеници пристигат през пролетта в Котор, крайморски град в Сръбското царство. Палман играе ролята на посредник. Елизабет, която никой не е питал за съгласие, е възмутена от идеята да бъде изпратена в един непознат свят, във варварска страна от изтока, за да се омъжи за владетел с различна вяра, който на всичкото огоре има вече един брак. Скоро Елизабет умира. Когато Елена Българска научава за възможния развод, тя бърза да забременее и обещава син на Стефан Душан. През зимата, Елена Българска забременява с момче.
Когато Стефан Душан се съюзява с Византийския беглец Йоан Кантакузин и се съгласява двамата да обединят сили, за да завоюват византийска територия, Стефан Душан завзема Верея. Армията на Палман е изпратена да задържи града. Не след дълго Йоан Кантакузин предава Стефан Душан и превзема отново Верея. Той разрешава на войските на Палман да напуснат града, но задържа сърбите като заложници.
През март 1355, папски пратеници, водени от епископ Петър Том, пристигат в Сърбия с мисия да конвертират сърбите в католицизма (сърбите се надяват на папска помощ в борбата с османците). Стефан Душан, който е бесен на Лайош I Велики, забранява на католиците в армията си да изслушат проповедта на епископа. Когато германските наемници се присъединяват към проповедта, Стефан Душан се разгневява, но е бързо успокоен от Палман, който заявява, че наемниците биха защитили вярата си дори с цената на война. Папският епископ, ядосан от неуспеха на мисията, посещава Лайош I и го моли да продължи войната със Сърбия.
През 1355 Стефан Душан изпраща Палман и наемниците му да защитят град Килс (в земите на сестра му Йелена), тъй като армии от хърватски васали на Унгария заплашват града. След смъртта над Стефан Душан през 1355, Палман защитава знамената на Теодора Лазаревич. През 1363 той става доброволец в Дубровник.